# 蔡約
蔡約（さい やく、457年 - 500年）は、南朝宋から斉にかけての官僚。字は景撝。本貫は済陽郡考城県。

## 経歴
蔡興宗の子として生まれた。宋の孝武帝の娘の安吉公主を妻に迎え、駙馬都尉の位を受けた。秘書郎に任じられたが、受けなかった。宋の順帝のとき、蔡約は車騎驃騎行参軍・通直郎に任じられたが、就任しなかった。蕭道成の下で司空東閤祭酒・太尉主簿をつとめた。蕭道成が斉王となると、蔡約は世子中舎人となり、蕭賾に仕えた。
斉の建元年間、鄱陽王蕭鏘の下で友をつとめた。永明初年、竟陵王蕭子良の下で鎮北諮議と征北諮議を歴任し、記室を兼ねた。中書郎となり、司徒右長史に任じられ、黄門郎に転じて、本州中正を兼ねた。新安郡太守として出向した。再び黄門郎となり、射声校尉を兼ねた。通直散騎常侍の位を受け、驍騎将軍・太子中庶子となり、屯騎校尉を兼ねた。永明8年（490年）8月、任務中に武装を解いて眠りこけていたことから、失態を報告されて校尉の任を解かれた。
永明11年（493年）、蕭昭業が即位すると、蔡約は再び校尉を兼ねた。宜都王蕭鏗の下で冠軍長史・淮南郡太守として出向し、冠軍将軍府と南豫州の事務を代行した。司徒左長史に転じた。
延興元年（494年）、西昌侯蕭鸞が録尚書事となり、輔政にあたると、百官たちはくつを履いて席についたが、蔡約はきぐつを踏んで改めなかった。同年（建武元年）、侍中の位を受けた。建武2年（495年）、西陽王撫軍長史となり、冠軍将軍の号を加えられた。廬陵王右軍長史に転じた。都官尚書に任じられ、邵陵王師となり、給事中を加えられた。永元元年（499年）、江夏王蕭宝玄の下で車騎長史となり、征虜将軍の号を加えられた。蔡約は飲酒を好み、恬淡として世間の雑事と関わらなかった。太子詹事に転じた。
永元2年（500年）、死去した。享年は44。太常の位を追贈された。

## 伝記資料
- 『南斉書』巻46 列伝第27
- 『南史』巻29 列伝第19